# Tập đoàn công nghiệp dược phẩm Teva
Teva Pharmaceutical Industries Ltd. (tiếng Hebrew: טבע תעשיות פרמצבטיות בע"מ) là công ty sản xuất dược phẩm quốc tế đặt trụ sở tại Petah Tikva, Israel. Lĩnh vực tham gia chủ yếu là sản xuất các thuốc chủ yếu là generic và sản xuất dược chất. Teva là nhà sản xuất thuốc generic lớn nhất trên thế giới và là một trong 15 công ty dược phẩm lớn nhất thế giới.
Teva có nhiều cơ sở đặt tại Israel, Bắc Mỹ, châu Âu, Nam Mỹ. Teva được niêm yết trên sàn giao dịch chứng khoán New York Stock Exchange và sàn Tel Aviv Stock Exchange.

## Lịch sử hình thành
Ban đầu, Công ty sáng lập Teva là: Salomon, Levin, và Elstein, đây nhà phân phối đặt tại Jerusalem được thành lập vào năm 1901. Trong suốt những 1930, những người nhập cư từ châu Âu đã sáng lập một vài công ty Dược phẩm trong đó có Teva (nghĩa là "Tự nhiện" trong tiếng Do Thái), Assia, và Zori. Năm 1951, Teva được biết đến tại thủ đô qua sự ra đời của sàn chứng khoán Tel-Aviv.
Năm 1964, Assia và Zori sáp nhập và kiểm soát Teva. Năm 1976, ba công ty này sáp nhập thành tập đoàn Dược phẩm tiền thần của Teva sau này. Năm 1980, Teva tiếp tục đi theo con đường trở thành một trong những công ty Dược phẩm lớn nhất thế giới qua việc sáp nhập Ikapharm, Sau đó trở thành nhà sản xuất Dược phẩm lớn thứ hai Israel.[4]
Năm 1982, Cục quản lý Dược phẩm và Thực phẩm Hoa Kỳ(FDA) phê duyệt nhà máy sản xuất Dược phẩm Kfar Saba thuộc Teva, đây cột mốc quan trọng để tiếp thị vào thị trường Dược phẩm Hoa Kỳ.
Năm 2005, Teva xây dựng nhà máy mới hiện đại tại Har Hotzvim, nằm trong khu công nghệ cao tại Jerusalem. Nhà máy nhận được sự phê duyệt của FDA vào đầu năm 2007.[5] Teva tham gia vào thị trường Nhật vào năm 2005, và thành lập công ty sản xuất thuốc Generic thông qua liên doanh với Kowa vào năm 2008.[6]
Năm 2008, Tổng doanh thu 11.08 tỷ $ USD, 13.9 tỷ $ USD năm 2009, Vào năm 2010 Tổng doanh thu tăng đến 16.1 tỷ $ USD, chỉ tính riêng hai thị trường chính châu Âu và Bắc Mỹ. Teva mua lại tập đoàn rival Ivax Hoa Kỳ vào tháng 1 năm 2006, Barr năm 2007 và Ratiopharm năm 2010.
Năm 2010, Teva tuyên bố xây dựng nhà điều hành và trung tâm phân phối chính cho thị trường Hoa Kỳ tại Philadelphia, PA.[5]
Năm 2010, Teva cung cấp 39,660 việc làm tại Israel.[7]

## Sáp nhập và mua lại
- Teva mua lại Plantex năm 1980.[22]
- Teva mua lại Novopharm (Canada) năm 2000.[23]
- Tháng 1 năm 2006, Teva tuyên bố hoàn thành sáp nhập tập đoàn IVAX.[24] Trị giá thương vụ sáp nhập này 7.4 tỷ $ USD.[25]
- 23 tháng 12 năm 2008, Teva mua lại Barr Pharmaceuticals với giá 7.5 tỷ $ USD [26]